# Raymond Larrabure
Pour les articles homonymes, voir Larrabure.
Raymond Eugène Marcel Larrabure est un homme politique français, né le 17 janvier 1797 à Saint-Jean-Pied-de-Port et décédé le 16 avril 1875 à Argagnon.

## Biographie
Originaire de Saint-Jean-Pied-de-Port, dont son père et son grand-père avaient été maires, Raymond Larrabure fit son droit à Paris, fut reçu avocat et dirigea des sociétés industrielles. Il fut administrateur de la Compagnie d'assurances générales. Il fut également capitaine commandant de la garde nationale de Paris de 1830 à 1847. Il fut fait chevalier de la Légion d'honneur.
Le 13 mai 1849, il fut élu député des Basses-Pyrénées à l'Assemblée législative (6e sur 10) par 29 137 voix sur 29 173 votants. Appartenant à la majorité conservatrice, il appuya les mesures de réaction puis adhéra à la politique du coup d'État. 
Le 25 octobre 1857, « candidat officiel », il fut élu dans la 2e circonscription des Basses-Pyrénées (Orthez et Oloron) député au Corps législatif. Il prit part à de nombreuses discussions, intervint dans l'examen du budget et se plaignit en 1860 de l'insuffisance des attributions financières du Corps législatif. 
Il fut réélu le 1er juin 1863 dans la même circonscription (27 882 voix sur 27 955 votants). Rapporteur de la commission de l'emprunt de 300 millions de 1864, il signala l'aggravation constante de la dette publique. Il donna sa démission en 1865 pour permettre au comte Walewski d'entrer à la Chambre. 
Il se présenta dans la 1re circonscription des Basses-Pyrénées (Pau), vacante, et fut élu le 4 novembre 1865 (20 688 voix contre 6 572 voix au candidat de l'opposition, Marcel Barthe). La même année, il devint maire de Pau et vice-président du conseil général des Basses-Pyrénées.  
Le 6 mai 1869, Raymond Larrabure fut appelé au Sénat impérial. Il abandonna son mandat de maire et soutint, au Palais du Luxembourg comme au Palais Bourbon, le gouvernement de Napoléon III. La chute de l'Empire le rendit à la vie privée. 
Il se retira dans son château d'Argagnon, qu'il avait acquis en 1845.